# هيوجز دي بانز
هيوجز دي بانز هو مؤسس جماعة فرسان الهيكل التي نشأت في بعد الحرب الصليبية الأولى في أوروبا وقد استمرت هذه الجماعة بشكلها العلنى لمدة قرنين من الزمان.